# Peter van Pels
Peter Aron van Pels (ur. 8 listopada 1926 w Osnabrücku, zm. 10 maja 1945, w obozie koncentracyjnym Mauthausen-Gusen) – syn Auguste i Hermanna van Pelsa, Żyd pochodzenia niemieckiego, ukrywający się razem z Anne Frank na poddaszu domu przy Prinsengracht w Amsterdamie. W Dzienniku Anny Frank nosi pseudonim Peter van Daan.

## Życiorys
Peter urodził się w Osnabrücku w Niemczech i był jedynym dzieckiem Augusty i Hermanna van Pelsów. Jego rodzina przeprowadziła się do Amsterdamu w czerwcu 1937 roku. Zamieszkali w południowym Amsterdamie i tam poznali rodzinę Franków.
Peter uczęszczał do liceum żydowskiego w tym samym roku co Margot Frank. Został zapamiętany głównie z powodu zamiłowania do stolarki.
Podczas wojny rodzina van Pelsów podejmowała próby emigracji z Holandii, niestety wszystkie nieudane. 19 lipca 1942 van Pelsowie dołączyli do ukrywającej się rodziny Franków. Peter miał wówczas 16 lat. Później dołączył do nich Fritz Pfeffer.
W początkowym okresie mieszkania w ukryciu Anne uważała Petera za nieśmiałego i dziwacznego, ale jej uczucia zmieniły się do niego w ciągu dwóch lat życia obok siebie. W 1944 roku Anne i Peter zaczęli romansować.
Po anonimowym ujawnieniu kryjówki Peter wraz z pozostałą siódemką, zostali aresztowani przez Gestapo i uwięzieni. 8 sierpnia przewieziono ich do niemieckiego, nazistowskiego obozu przejściowego Westerbork, a 3 września wybrano ich do ostatniego transportu do obozu koncentracyjnego Auschwitz. Po trzydniowej podróży w nieludzkich warunkach, grupa została rozdzielona według płci.
Peter, jego ojciec, Otto Frank i Fritz Pfeffer razem trafili do grupy ludzi wykonujących ciężkie roboty. Peter i Otto Frank byli świadkami wyboru Hermanna van Pelsa do komory gazowej we wrześniu lub październiku 1944 roku.
Ewakuacja obozu rozpoczęła się krótko przed przybyciem Armii Czerwonej i Peter był jednym z wielu, którzy zostali przeniesieni do innych obozów. Otto Frank namawiał Petera do ukrycia się z nim w obozie. Ten odmówił i udał się w jednym z tzw. „marszów śmierci” do obozu koncentracyjnego Mauthausen-Gusen. 25 stycznia 1945 roku Peter został wpisany do rejestru obozu w Mauthausen. Po 4-dniowej kwarantannie 29 stycznia Peter rozpoczął ciężkie prace, w których brał udział do 11 kwietnia 1945, kiedy to został umieszczony w barakach dla chorych. Zmarł pięć dni po wyzwoleniu obozu Mauthausen-Gusen.